# Copa Gol Marketing
La Copa Gol Marketing es una serie de juegos de fútbol internacionales amistosos celebrados en México organizado por la directiva del New York Red Bulls y la empresa Gol Marketing, por motivo de preparación de pretemporada del equipo antes mencionado

## Historia
El torneo se fundó en el mes de febrero del 2011. Su primer partido se jugó en la ciudad de Cancún, Quintana Roo, México contra el Club de Fútbol Atlante, y aprovechando que la jornada anterior del Fútbol Mexicano se jugó un Atlante-Chivas, se usó como cuadrangular de 3 partidos, en el que se jugaron partidos de todos contra todos y así el equipo que obtuviera la mayor cantidad de puntos se consagraría campeón.

## Torneos
| Año  | Campeón     | Subcampeón         |
| 2011 | Guadalajara | New York Red Bulls |

## Resultados

### Por club
| Club               | Campeonatos (años) | Subcampeonatos (años) |
| ------------------ | ------------------ | --------------------- |
| Guadalajara        | 1 (2011)           | 0                     |
| New York Red Bulls | 0                  | 1 (2011)              |

### Por país
| País           | Campeonatos (años) | Subcampeonatos (años) |
| -------------- | ------------------ | --------------------- |
| México         | 1 (2011)           | 0                     |
| Estados Unidos | 0                  | 1 (2011)              |

## Participaciones
| Participaciones | Equipo             |
| --------------- | ------------------ |
| 1               | Guadalajara        |
| 1               | New York Red Bulls |
| 1               | Atlante            |